# Allegro Grandi
Allegro Grandi (* 19. Januar 1907 in San Pietro in Casale; † 23. April 1973 in Caracas) war ein italienischer, später venezolanischer Radrennfahrer und Weltmeister.
1926 wurde Allegro Grandi italienischer Amateurmeister im Straßenrennen und belegte Platz fünf bei den UCI-Straßen-Weltmeisterschaften 1926 der Amateure, im Jahr darauf gewann er den Giro della Romagna. 1928 wurde er in Budapest Weltmeister der Amateure im Straßenrennen, belegte Platz vier in dieser Disziplin bei den Olympischen Sommerspielen in Amsterdam und wurde Zweiter der Lombardei-Rundfahrt.
Anschließend wurde Grandi Profi. 1929 gewann er die Coppa Bernocchi, den Giro dell’Emilia und belegte Platz fünf des Giro d’Italia. 1930 wurde er Fünfter der Straßen-WM der Profis, Dritter beim Giro sowie der italienischen Straßenmeisterschaft und gewann den Grand Prix du Centenaire. 1933 wurde er Fünfter des Giro und gewann die Gesamtwertung des Rennens Predappio Alta–Roma.
1934 emigrierte Allegro Grandi nach Venezuela, nahm die dortige Staatsbürgerschaft an und wurde dreimal nationaler Meister. Er eröffnete später ein Fahrradgeschäft in Venezuela. 1973 beging er Suizid wegen hoher Schulden.